# Цветомира Филипова
Цветомира Иванова Филипова е бивша национална състезателка по художествена гимнастика, заслужил майстор на спорта (1983).

## Биография
Цветомира Филипова е родена на 5 януари 1969 г. в гр. Червен бряг. Израства и учи в гр. Кюстендил, където започва да тренира в местната школа по художествена гимнастика. Нейни треньорки са Райна Афионлиева и Нешка Робева. През годините постига множество спортни успехи:
- 1982 – Купата на Интервизия, Тбилиси – 3-та в многобоя при девойките
- 1983 – Републикански турнир ”Жулиета Шишманова”, Бургас – 6-а в многобоя
- 1983 – Републиканско първенство – I разряд – 2-ра в многобоя
- 1983 – Международен ”Турнир на звездите”, Варна – 7-а в многобоя
- 1983 – Световно първенство, Страсбург, Франция – 1-во място с ансамбъла
- 1984 – Турнир в Прага – 3-та в многобоя
- 1984 – Републиканско първенство – 3-та в многобоя, 2-ра на обръч и топка, 3-та на бухалки
- 1984 – Международен ”Турнир на звездите”, Варна – 3-та в многобоя, 3-та на обръч
- 1984 – Международен турнир ”Наградата на София” – 5-а по резултат извън класирането
- 1984 – Балканиада, Румъния – 5-а в многобоя, 1-ва на обръч
- 1985 – Международен турнир в Познан – 3-та в многобоя
- 1985 – Международен турнир в Прага – 2-ра в многобоя, 1-ва на топка, бухалки и лента, 3-та на въже
- 1985 – Международен турнир в Полша – 2-ра в многобоя
- 1985 – Международен турнир в Дебрецен – 1-ва в многобоя
- 1985 – Републикански турнир ”Жулиета Шишманова”, Бургас – 2-ра в многобоя, 2-ра на топка, 3-та на бухалки и лента
- 1985 – Международен турнир ”Студенска трибуна”, София – 3-та по резултат извън класирането
- 1985 – Международен турнир ”Корбей Есон”, Франция – 2-ра в многобоя, 1-ва на бухалки и лента
- 1985 – Републиканско първенство – 1-ва в многобоя, 1-ва на обръч и топка
- 1985 – Купата на Интервизия, Хавана, Куба – 1-ва в многобоя
- 1986 – Международен турнир ”Студенска трибуна”, София – 3-та по резултат извън класирането
- 1986 – Международен турнир ”Корбей Есон”, Франция – 2-ра в многобоя, 2-ра на топка, 3-та на бухалки, въже и лента
- 1986 – Републиканско първенство – 3-та в многобоя, 1-ва на бухалки, 2-ра на топка, 3-та на лента
- 1986 – Игри на добра воля, Москва – 4-та в многобоя, 2-ра на топка, 3-та на бухалки, топка, 4-та на въже, 5-а на лента

Носител на орден „Червено знаме на труда“, златен (1983). Удостоена със званието „почетен гражданин на Кюстендил“ през 1983 г.